# Malhotice
Malhotice jsou obec v okrese Přerov v Olomouckém kraji. Žije zde 359 obyvatel.

## Název
Název vsi byl odvozen od osobního jména Malhota, což byla domácká podoba jména Malhost. Výchozí podoba zněla Malhotici a její význam byl "Malhotovi lidé".

## Historie
První písemná zmínka o obci pochází z roku 1317 (de Malhoticz).

## Obyvatelstvo
| Rok            | 1869 | 1880 | 1890 | 1900 | 1910 | 1921 | 1930 | 1950 | 1961 | 1970 | 1980 | 1991 | 2001 | 2011 | 2021 |
| -------------- | ---- | ---- | ---- | ---- | ---- | ---- | ---- | ---- | ---- | ---- | ---- | ---- | ---- | ---- | ---- |
| Počet obyvatel | 535  | 497  | 489  | 473  | 500  | 455  | 476  | 420  | 438  | 430  | 406  | 349  | 334  | 359  | 352  |
| Počet domů     | 88   | 91   | 87   | 89   | 88   | 86   | 91   | 96   | 96   | 96   | 94   | 104  | 99   | 110  | 119  |

## Obecní správa
Mezi lety 1869–1983 Malhotice byly obcí v okrese Hranice (1869–1950) a později v okrese Přerov. Od 1. července 1983 do 23. listopadu 1990 patřily jako část obce k Všechovicím a od 24. listopadu 1990 jsou opět samostatnou obcí.

### Obecní symboly
Znak a vlajka byly obci uděleny rozhodnutím předsedy Poslanecké sněmovny Parlamentu České republiky dne 11. května 2001.

## Pamětihodnosti
- Kaple Neposkvrněného Početí Panny Marie, postavená v letech 1914–1916 na místě staré dřevěné zvonice
- Socha svatého Jana Nepomuckého na návsi u kostela
- Boží muka – východní okraj obce Malhotice

## Rodáci
- Ferdinand Bojakovský (1832–1896), politik, v 2. polovině 19. století poslanec Říšské rady a starosta Kroměříže

## Galerie

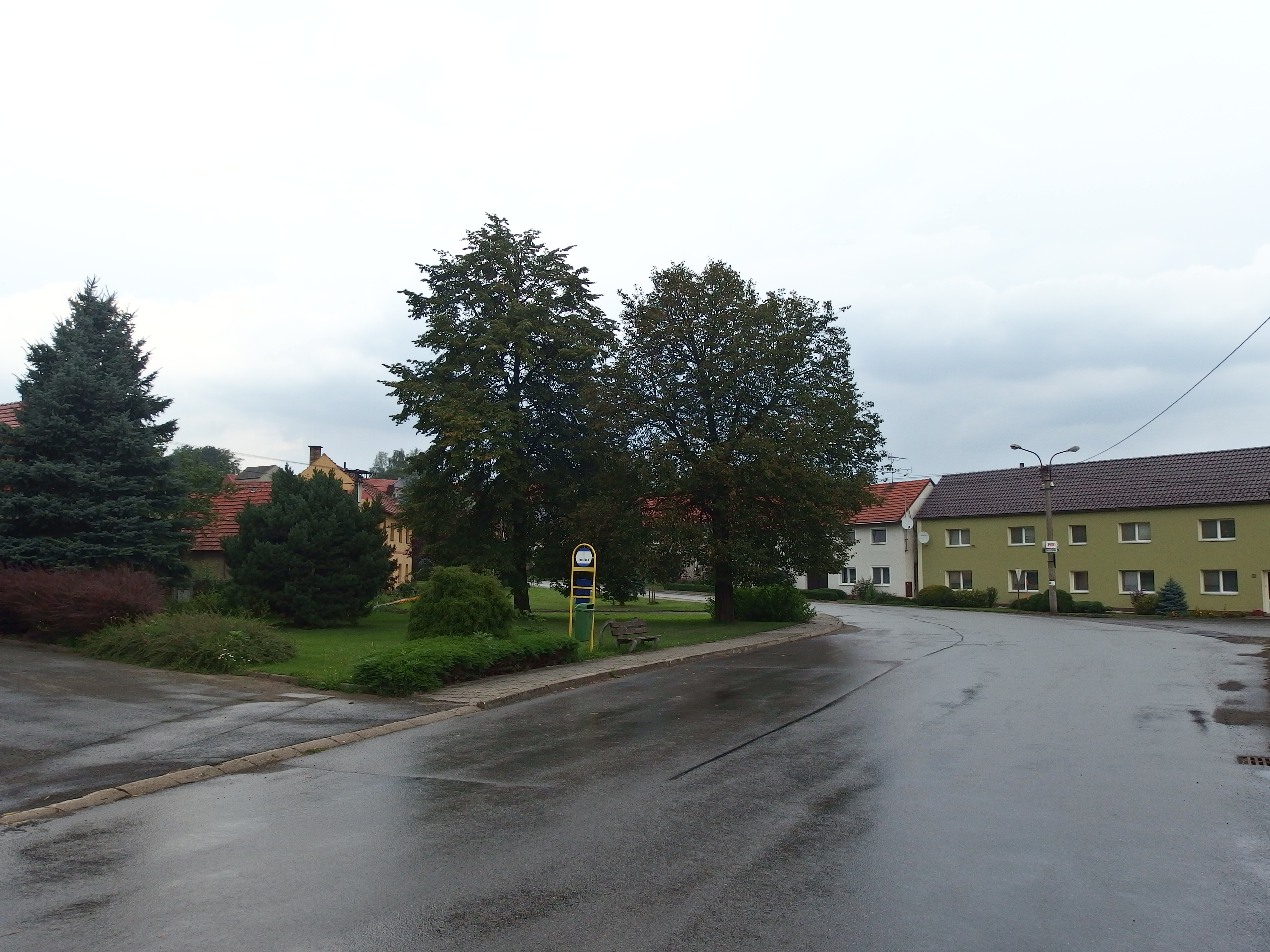
Střed obce
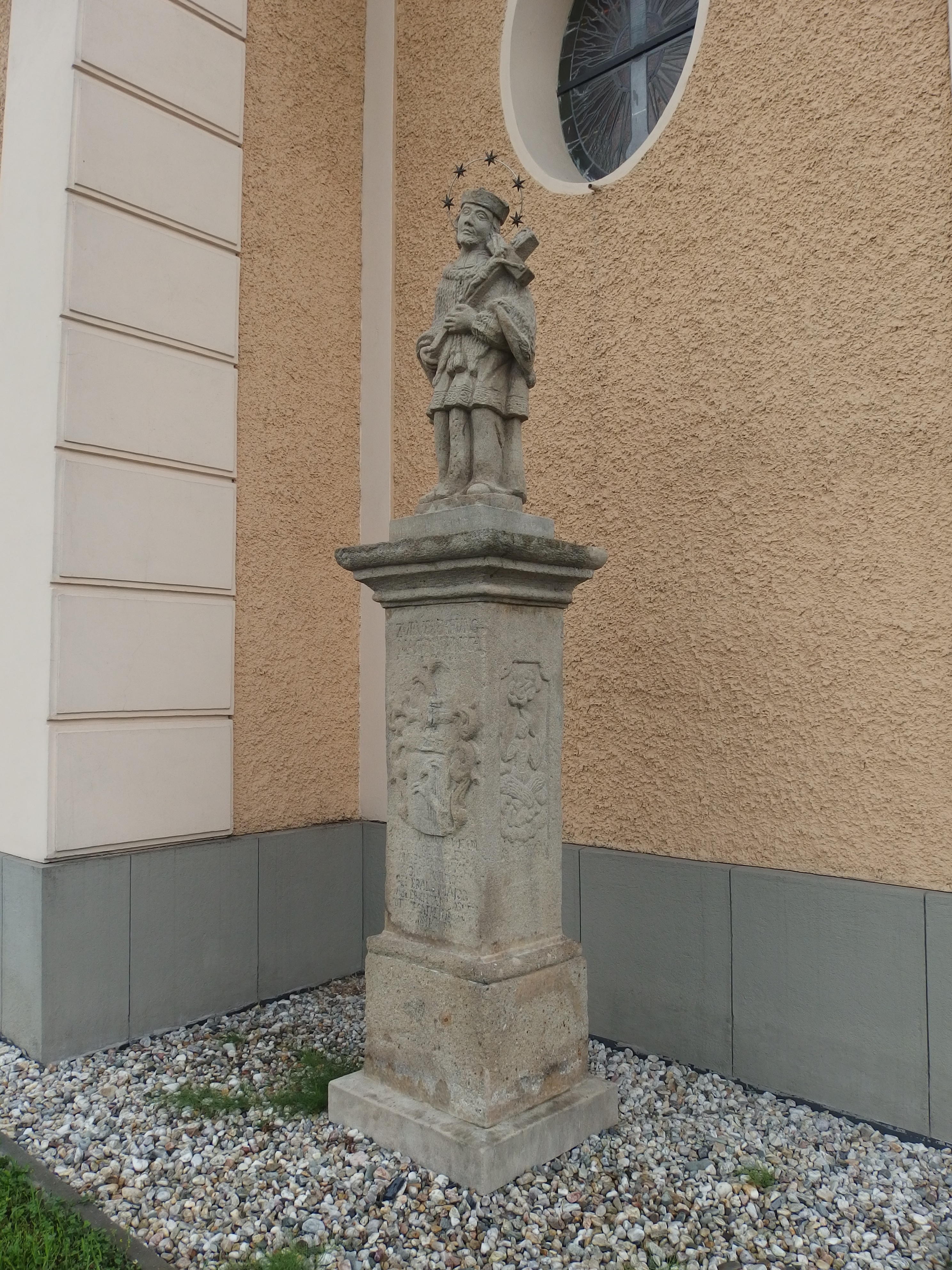
Socha svatého Jana Nepomuckého
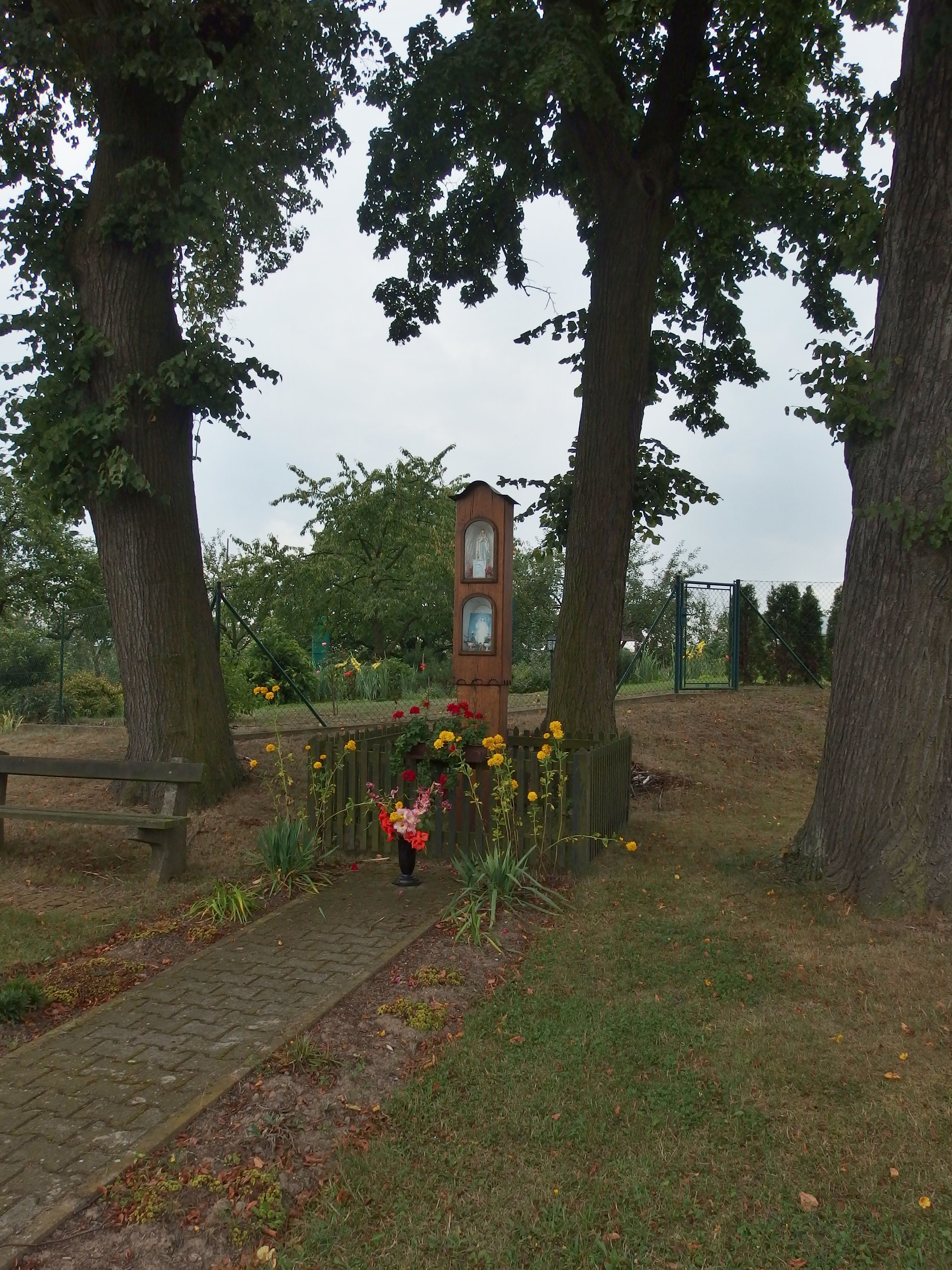
Boží muka
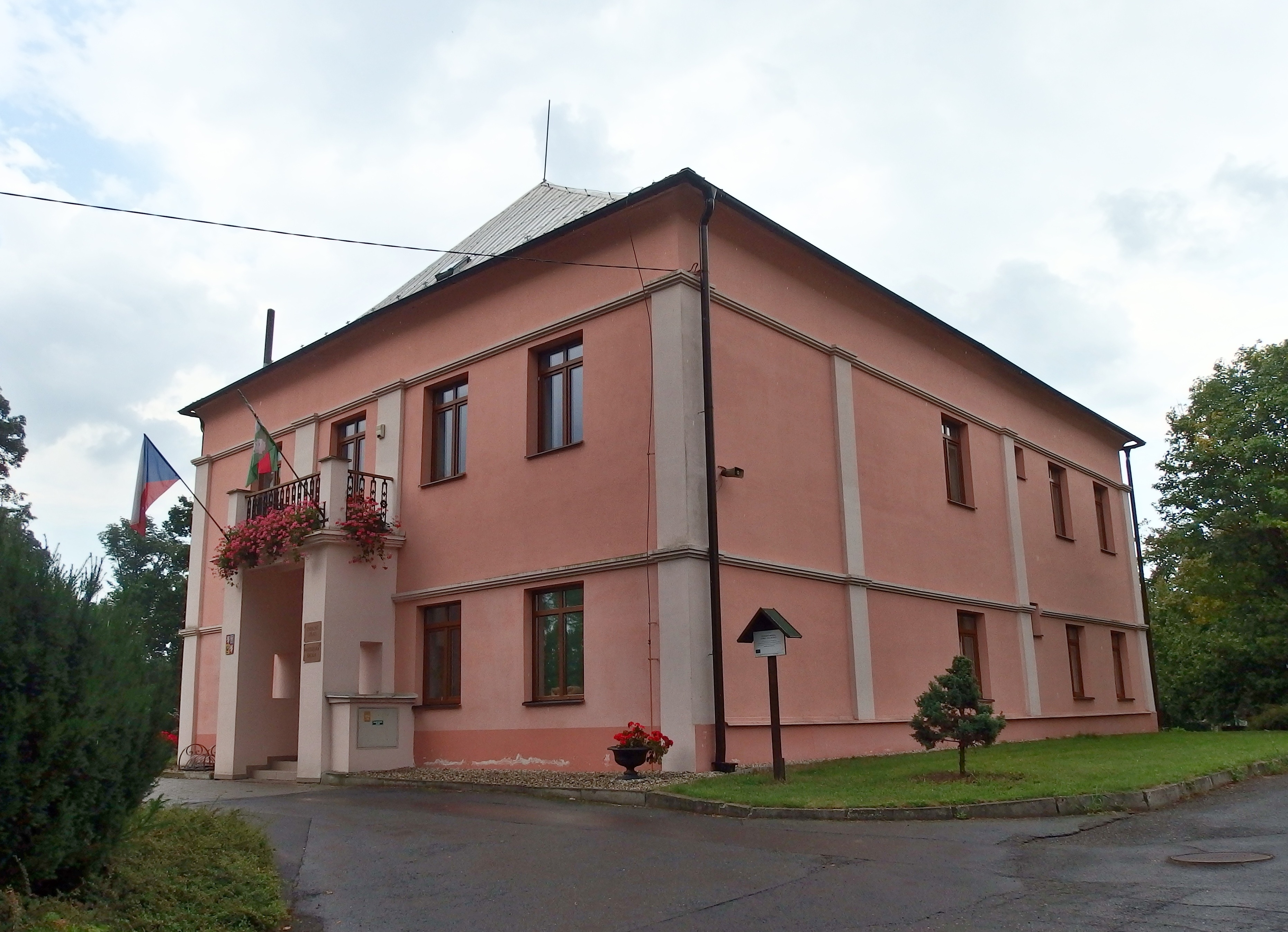
Bývalý zámek, dnes obecní úřad